# Ford County (Illinois)
Ford County is een county in de Amerikaanse staat Illinois.
De county heeft een landoppervlakte van 1.258 km² en telt 14.241 inwoners (volkstelling 2000). De hoofdplaats is Paxton.